# Sokolov (stacja kolejowa)
Sokolov – stacja kolejowa w Sokolovie, w kraju karlowarskim, w Czechach. Jest ważnym węzłem kolejowym. Znajduje się na wysokości 405 m n.p.m.
Jest zarządzana przez Správę železnic. Na stacji znajdują się kasy biletowe, na których istnieje możliwość zakupu biletów na wszystkie pociągi w tym międzynarodowe oraz rezerwacji miejsc.

## Linie kolejowe
- 140 Chomutov - Karlovy Vary - Cheb
- 145 Sokolov - Kraslice - Zwotental